# Claude Laydu
Claude René Laydu (ur. 10 marca 1927 w Brukseli, zm. 29 lipca 2011 w Massy) – belgijsko-szwajcarski aktor filmowy i teatralny. Znany przede wszystkim z roli młodego księdza w Dzienniku wiejskiego proboszcza (1951) Roberta Bressona.

## Życiorys
Laydu urodził się i wychował w Brukseli. W 1947 opuścił ją i przeniósł się do Paryża, aby studiować w Conservatoire national supérieur d’art dramatique. Po ukończeniu studiów występował w Teatrze Marigny.
Rozpoznawalność przyniosła mu tytułowa rola w Dzienniku wiejskiego proboszcza (1951) Roberta Bressona, adaptacji prozy Georges’a Bernanosa. Występ ten poprzedzony był starannymi przygotowaniami ze strony aktora – Laydu spotykał się w każdą niedzielę z reżyserem, aby dyskutować nad rolą, spędził także pewien czas w klasztorze. Ponadto, aby nabrać ascetycznego wyglądu, pościł. Za rolę w Dzienniku Laydu otrzymał nominację do Nagrody Brytyjskiej Akademii Filmowej w kategorii najlepszy aktor zagraniczny.
Będąc pod wrażeniem jego występu, Jean Tulard zapisał w swoim Dictionnaire du cinéma (Słowniku kina):

Żaden aktor nie zasługuje na pójście do nieba tak bardzo, jak Laydu.

Jego późniejsze występy obejmowały zarówno role komediowe (Le Voyage en Amérique, La route Napoléon),, jak i dramatyczne (Le chemin de Damas, Le Bon Dieu sans confession, Le dialogue des Carmélites). Aktor często wcielał się także w role duchownych (La guerra de Dios, Raspoutine). Od połowy lat 60. pojawiał się na ekranie sporadycznie.
Od 1962 Laydu wspólnie ze swoją żoną Christine Balli współtworzyli popularny spektakl lalkowy dla dzieci Bonne Nuit les Petits (Dobranoc, maluchy). Emisja spektaklu zakończyła się w 1973, doczekała się jednak wznowienia w latach 1994–1997.

## Śmierć
Laydu zmarł w Paryżu 29 lipca 2011, w wieku 84 lat. Przyczyną była choroba serca. Pochowany został na cmentarzu Montparnasse.

## Filmografia
- 1951: Dziennik wiejskiego proboszcza jako proboszcz z Ambricourt
- 1952: Podróż do Ameryki (Le Voyage en Amérique) jako François Soalhat
- 1952: Au coeur de la Casbah jako Michel
- 1952: Wszyscy jesteśmy mordercami (Nous sommes tous des assassins) jako Philippe Arnaud
- 1952: Le chemin de Damas jako Etienne
- 1953: Pan Bóg bez spowiedzi (Le Bon Dieu sans confession) jako Roland Dupont
- 1953: Wojna boża (La guerra de Dios) jako ojciec Andrés Mendoza
- 1953: La route Napoléon jako Pierre Marchand
- 1954: Raspoutine jako Héliodore
- 1954: Attila jako cesarz Walentynian III
- 1955: Interdit de séjour jako Pierre Ménard
- 1956: Altair jako Mario Rossi
- 1956: Symphonie inachevée jako Franz Schubert
- 1960: Le dialogue des Carmélites jako Kawaler de la Force
- 1963: Italienisches Capriccio jako Carlo Goldoni